# Alexia
Alexia, pseudonimo di Alessia Aquilani (Arcola, 19 maggio 1967), è una cantante e compositrice italiana.
Considerata una degli artisti prominenti della musica dance internazionale degli anni novanta, dalla voce potente e grintosa, ha esordito nel filone eurodance in lingua inglese, con il brano in collaborazione con Ice MC, Think About the Way (1994). Grazie poi a singoli come Summer Is Crazy, Uh la la la, The Music I Like, Happy e Goodbye, ha collezionato una serie di successi discografici, entrando in classifica in varie nazioni d'Europa. All'inizio del nuovo millennio, si è riproposta come artista pop e soul in lingua italiana, svolta stilistica significativa che l'ha consolidata nel panorama musicale.
Unica cantante italiana ad aver partecipato per nove volte consecutive al Festivalbar, nella sua carriera ha venduto oltre dieci milioni di dischi nel mondo e ottenuto dieci singoli top-ten, di cui quattro alla numero uno. È una delle poche artiste italiane riuscite ad entrare nella classifica del Regno Unito, posizionando suoi singoli anche in top-ten. Ha inoltre partecipato a quattro edizioni del Festival di Sanremo, vincendolo nel 2003 con il brano Per dire di no e classificandosi seconda nel 2002 con Dimmi come….

## Biografia

### Anni '90: il successo internazionale ed europeo
Fin da giovane partecipa a manifestazioni musicali. Inizia a lavorare per la casa discografica Euroenergy (della Discomagic) nel 1989 con i singoli Boy (Alexia Cooper) e It's All Right (Lita Beck). L'anno successivo è nel coro delle canzoni Cinema e Scream di Ice MC. Successivamente collabora col produttore Roberto Zanetti (meglio conosciuto come Robyx), già collaboratore di Zucchero Fornaciari, come cantante di diversi gruppi eurodance della sua casa discografica DWA, tra cui i Double You e Ice MC, in particolare è presente in alcuni successi di quest'ultimo, come Think About the Way (inserita nella colonna sonora nel film Trainspotting), It's a Rainy Day, Take Away the Colour (di cui esiste anche una versione precedente dove la vocalist era Simone Jay), Russian Roulette e Run Fa Cover, che portano Alexia a girare l'Europa in tournée con oltre 300 concerti.
Tra il 1994 e il 1995, incide i singoli Don't leave me e Goodbye, per il progetto eurodance italiano Fourteen 14, avvalendosi come frontwoman la DJ italiana Sabrina Perugini.
Quando Ice MC abbandona la DWA, Robyx rivolge la sua attenzione ad Alexia, e la coppia scrive la canzone Me and You, che include la voce dei Double You. Il pezzo esce il 29 agosto 1995 e ottiene il primo posto in classifica in Italia e in Spagna. Nel 1996 esce il suo secondo singolo, Summer Is Crazy: il brano raggiunge i primi posti in Spagna, Italia e Finlandia. Nello stesso anno esce il terzo singolo Number One che diventa un'altra hit internazionale.
Nel 1997 esce il suo primo album Fan Club che include il pezzo Uh la la la. Il singolo ottiene ottimi risultati nelle classifiche europee e viene pubblicato in Inghilterra in una versione remixata. In Italia riscuoterà un enorme successo, sebbene inizi ad esserci un allontanamento dai suoni prettamente dance dei precedenti singoli. L'album vende infine più di 600 000 copie. Nel 1998 viene pubblicato il primo singolo del secondo album, Gimme Love, che giunge in cima alla classifica italiana e a quella spagnola diventando un nuovo tormentone estivo.
L'album The Party vede Alexia allontanarsi dal suono eurodance verso un suono europop. L'album vende 500 000 copie. Nello stesso anno esce il secondo singolo The Music I Like che arriva in testa alla classifica italiana. Continua la promozione e la tournée dell'album, con l'uscita del terzo singolo Keep On Movin'. Nel 1999 esce il terzo album dal titolo Happy. Il secondo singolo, Happy, ottiene un buon successo, preceduto dal singolo Goodbye, che entrerà nella top ten italiana, anche perché scelto come colonna sonora dello spot tv di un importante gestore telefonico.

### Anni 2000
Nel 2000 il singolo Ti amo ti amo, 12º nella classifica italiana, viene inserito nella compilation The Hits. Quest'ultimo contiene i maggiori successi dell'artista e una versione alternativa di tre canzoni. Nel 2001 viene pubblicato il quinto album dell'artista per l'etichetta Sony/Epic, dal titolo Mad for Music. Viene estratto un singolo, Money Honey, che giunge alla 21ª posizione della classifica italiana e con cui partecipa al Festivalbar. Il secondo singolo è Summerlovers. 

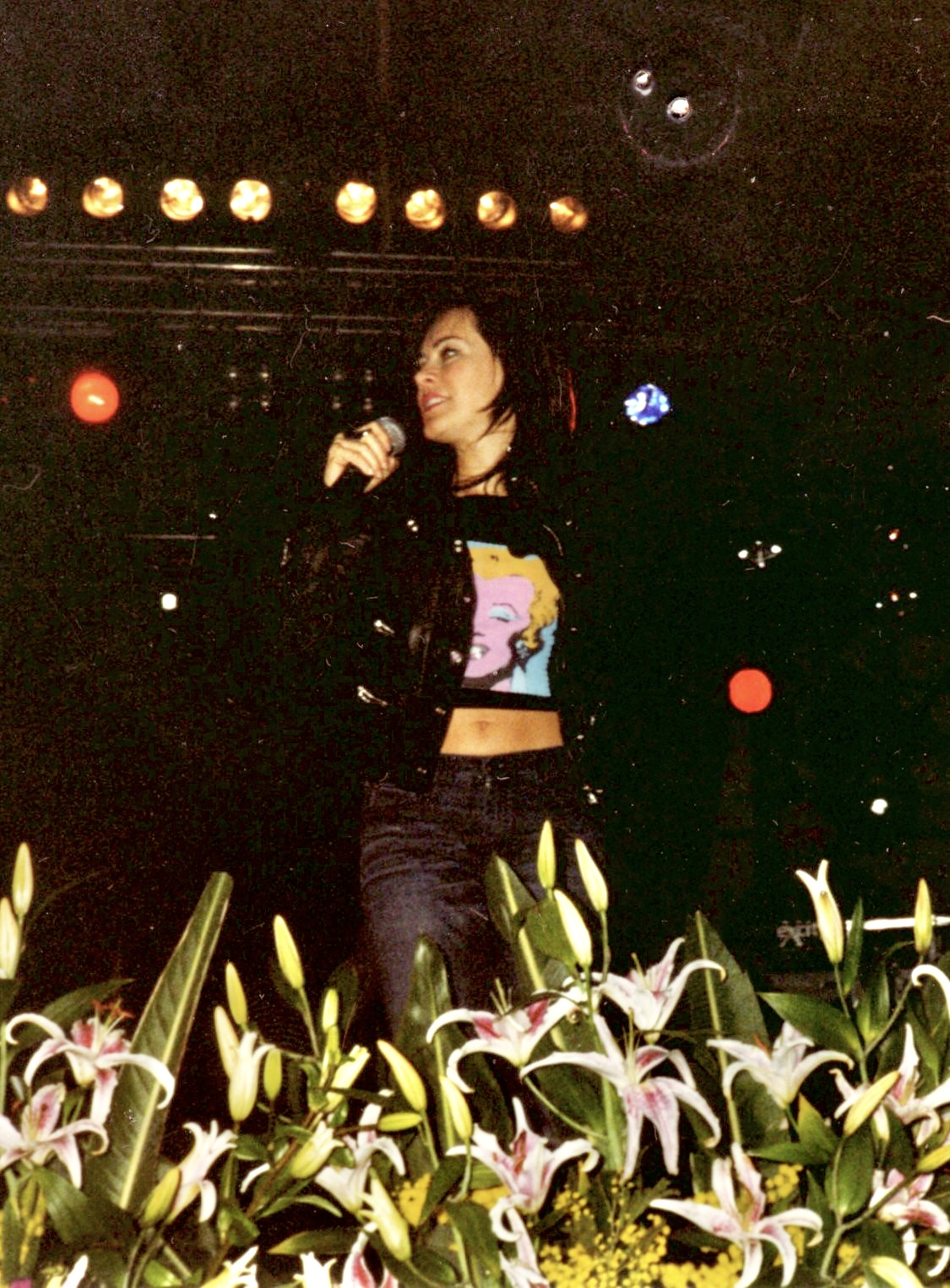
Alexia in un concerto nel 2004 a Termini Imerese, Sicilia

Nel 2002 Alexia comincia a cantare quasi esclusivamente in italiano. Esce il suo sesto lavoro, chiamato semplicemente Alexia, da cui è tratto il suo primo singolo Dimmi come.... Con questo brano partecipa al 52º Festival di Sanremo, piazzandosi al 2º posto della categoria Big e vincendo il Premio Volare migliore Musica. L'album vende 50 000 copie vincendo un disco d'oro. Il singolo vola in cima alle classifiche di vendita e diventa uno dei suoi cavalli di battaglia. Viene pubblicata anche una versione in inglese dell'album, dal singolo Don't You Know (versione inglese di Dimmi come...) che ottiene un successo in Francia e in Australia. Da lì in poi la sua musica sarà rivolta al mercato italiano. In estate esce il secondo singolo Non lasciarmi mai, mentre comincia il suo nuovo tour che tocca varie località d'Italia.
Il secondo posto al Festival di Sanremo convince Alexia a riproporsi per il 53º Festival della Canzone Italiana, ottenendo questa volta la vittoria. Il suo brano Per dire di no è una ballata soul che arriva al 9º posto delle classifiche di vendita. Poco dopo esce il suo settimo album Il cuore a modo mio e comincia una lunga tournée in Italia. Nell'estate dello stesso anno esce il secondo singolo Egoista, che arriva in top ten nella classifica italiana.
Il 20 maggio 2003 riceve il premio "Città della Spezia" per avere dato lustro alla città ligure. Nello stesso anno, con l'assegnazione del "Premio Titano" viene premiata come miglior artista donna dell'anno. Nel 2004 Alexia registra negli Stati Uniti il suo ottavo album, Gli occhi grandi della Luna, con i produttori Sam Watters e Louis Biancaniello, e l'autrice Diane Warren (Sam Watters e Louis Biancaniello scrivono, producono e arrangiano il brano Come tu mi vuoi, mentre Diane Warren firma Se te ne vai così). L'album contiene anche il brano dal titolo Senza un vincitore, dedicato alla vicenda di Marco Pantani. Esce nei negozi di dischi il 1º giugno, ma il cambio di genere musicale non convince molto il pubblico e l'album ottiene un successo modesto.
Nell'estate Alexia viene scelta da Renato Zero come ospite fissa dei concerti che tiene nel corso del mese di giugno negli stadi di Milano, Verona, Firenze e Roma, dove per l'occasione viene eseguito un duetto della celebre canzone Madame, che sarà inserita nell'album live Figli del sogno dello stesso Zero. Successivamente Alexia partecipa al Festivalbar con il primo singolo promozionale dell'album ovvero You Need Love. Il 16 luglio dello stesso anno esce nelle radio anche il secondo singolo promozionale dell'album Una donna sola. Dopo l'ultimo album Alexia ritorna al Festival di Sanremo portando un brano, Da grande, che anticiperà la sua seconda compilation dal titolo omonimo. Arriva al secondo posto nella categoria Donne.
In estate esce anche il secondo singolo tratto dall'album, Mai dire mai che porterà in promozione nel suo tour. Nel mese di giugno insieme a Tiziano Ferro e Riccardo Fogli partecipa a Notte di note italiane, due concerti organizzati da Radio Italia in Canada e precisamente al Kingswood Theatre di Toronto ed al Teatro Saputo di Montréal. Nello stesso anno Alexia incide un brano dal titolo Vola via che viene inserito nella colonna sonora nel film d'animazione Barbie e la magia di Pegaso. Successivamente incide un altro brano dal titolo Viaggiando verso l'amore in occasione della terza edizione di Safe N'sound. Nell'estate del 2006 Alexia comincia il suo nuovo tour, toccando varie località d'Italia.
Dopo una pausa di circa un anno, in cui la cantante diventa madre, il 13 luglio 2007 esce un brano dal titolo Du du du. Quest'ultimo è presentato nella serata del 2 agosto nel programma Il cerchio della vita, come brano di apertura della manifestazione. Successivamente il brano viene promosso dal tour in giro per l'Italia. È l'ultimo lavoro prodotto dalla etichetta Sony BMG. Nel 2008, dopo una lunga assenza dalle scene musicali, Alexia ritorna con un'immagine più dura e graffiante il 30 maggio, con un singolo che anticipa il suo ottavo album di inediti e il primo autoprodotto, per l'etichetta Lungomare s.r.l/Edel records, dal titolo Grande coraggio, una ballata elettro-acustica in cui viene trattato il tema della difficoltà di affrontare la vita.

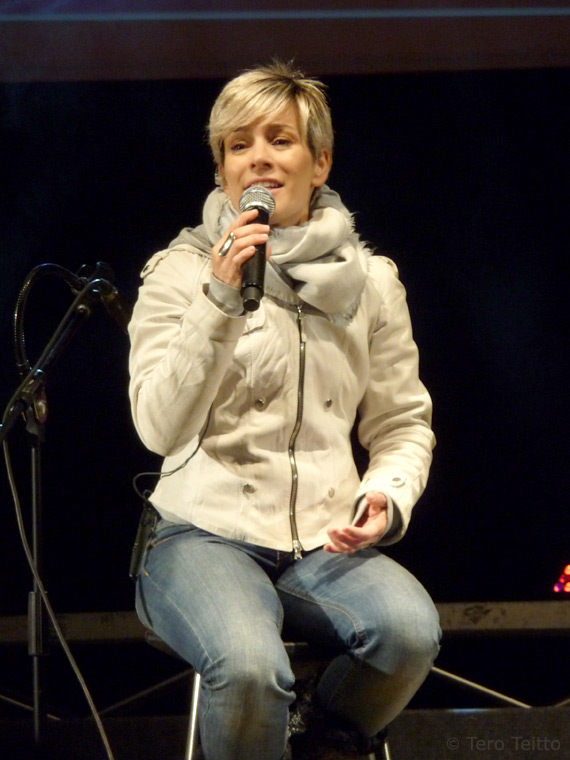
Alexia nel 2008

L'uscita dell'album, dal titolo Alè, è fissata per il 27 giugno, ma viene presentato in anteprima all'ArmaniPrivè di Milano il 18 giugno. Questo nuovo lavoro della cantante è più autobiografico, infatti due brani sono in particolar modo dedicati a componenti della sua famiglia: Occhi negli occhi e Mio padre rispettivamente alla figlia e al padre, scomparso prematuramente. In occasione delle olimpiadi di Pechino 2008, Alexia viene scelta dalla radio ufficiale della manifestazione sportiva, Radio Italia, per un concerto in versione acustica e dal vivo a Pechino, accompagnata dal giovane tastierista Federico Solazzo. Il 19 settembre esce il suo secondo singolo promozionale, Guardarti dentro, in esclusiva sull'emittente musicale Music Box e successivamente anche in altre radio. Il brano viene presentato ufficialmente a Domenica In il 26 ottobre.
Il 27 dicembre a Capri, durante il "Capri Hollywood Film Festival", riceve il "Capri Music Award".
Nello stesso anno viene scelta dalla "Global One Music" per rappresentare l'Italia all'interno di un progetto per raccogliere talenti della musica per unire i vari paesi attraverso la forza comunicativa della musica. La canzone interpretata da ogni cantante nella propria lingua si intitola Come nessuno e vede collaborare Alexia con Andrea Dianetti. La "Global One Music" ha pubblicato in 30 paesi, per un totale di due miliardi di fruitori, un doppio cd: il primo include il primo singolo Come nessuno e altri quattro brani focalizzando l'attenzione su ogni singolo cantante nel proprio paese, mentre il secondo cd include le hit che hanno fatto diventare tutti gli artisti del progetto famosi nel proprio paese.
Dopo il Premio Roma Videoclip per il video del brano Guardarti dentro, Alexia partecipa al Festival di Sanremo 2009, assieme a Mario Lavezzi, con una canzone dal titolo Biancaneve, scritta dallo stesso Lavezzi con Mogol. La canzone si piazza al primo posto dei singoli più scaricati nel portale "messaggerie digitali". Pur non vincendo, è giudicata dalla giuria tecnica e dai critici musicali come la più meritevole della kermesse canora. Biancaneve viene inserita in una riedizione per l'Italia del suo precedente lavoro autoprodotto Alè insieme ad altri inediti, riadattamenti e collaborazioni musicali (tra gli altri Bloom 06 e Madame SiSi). Il brano raggiunge la sesta posizione nella top digital download della classifica FIMI.
L'album, dal titolo Ale & c., esce il 20 febbraio nei negozi di dischi e in digital download, mentre il nuovo tour dal titolo "Ale & C. World Tour 2009" sarà diviso in due parti: la prima parte, estiva, farà tappa nelle piazze italiane; la seconda parte, autunnale, sarà invece dedicata alle città internazionali. Il tour inizia il 29 maggio dal Palaghiaccio di Chiasso in Svizzera.
Il secondo singolo estratto dall'album Ale & c. dal titolo We Is the Power featuring Bloom 06 ex Eiffel 65, viene presentato in tutte le radio il 12 giugno.
Il 21 giugno allo Stadio Giuseppe Meazza di Milano partecipa al mega concerto Amiche per l'Abruzzo insieme a Laura Pausini, Gianna Nannini, Fiorella Mannoia, Giorgia, Elisa e altre cinquanta artiste, per aiutare la popolazione terremotata dell'Aquila. Nello stesso mese riceve il "Premio Domenico Modugno" per essersi distinta nella propria attività musicale.
Il 3 luglio a Chiasso (Svizzera), partecipa al "Musicomic" ricevendo il premio "Music for children Italia" per essersi distinta nel campo della musica solidale.
Il 24 luglio viene presentato in Germania, Austria e Svizzera l'album Alè che l'artista aveva pubblicato in Italia il 27 giugno 2008, con l'aggiunta del singolo sanremese Biancaneve.
Il 19 agosto partecipa, insieme a Zucchero Fornaciari, Andrea Bocelli, Antonello Venditti e Sting, al "Concerto per Viareggio", evento di solidarietà per le vittime del disastro del 29 giugno precedente.
Il terzo singolo estratto dall'album Ale & c. dal titolo E non sai featuring Madame Sisi, viene presentato in tutte le radio e network musicali il 9 ottobre. Il videoclip, diretto da Marco Carlucci, viene presentato ufficialmente a Domenica cinque il 18 ottobre. Nel mese di dicembre dello stesso anno, il videoclip del brano E non sai si aggiudica il Premio Roma Videoclip. Nello stesso mese Alexia partecipa in duetto con il cantante e musicista Luca Jurman, nel brano Signed Sealed Delivered I'm Yours contenuto nell'album dell'artista.

### Anni 2010

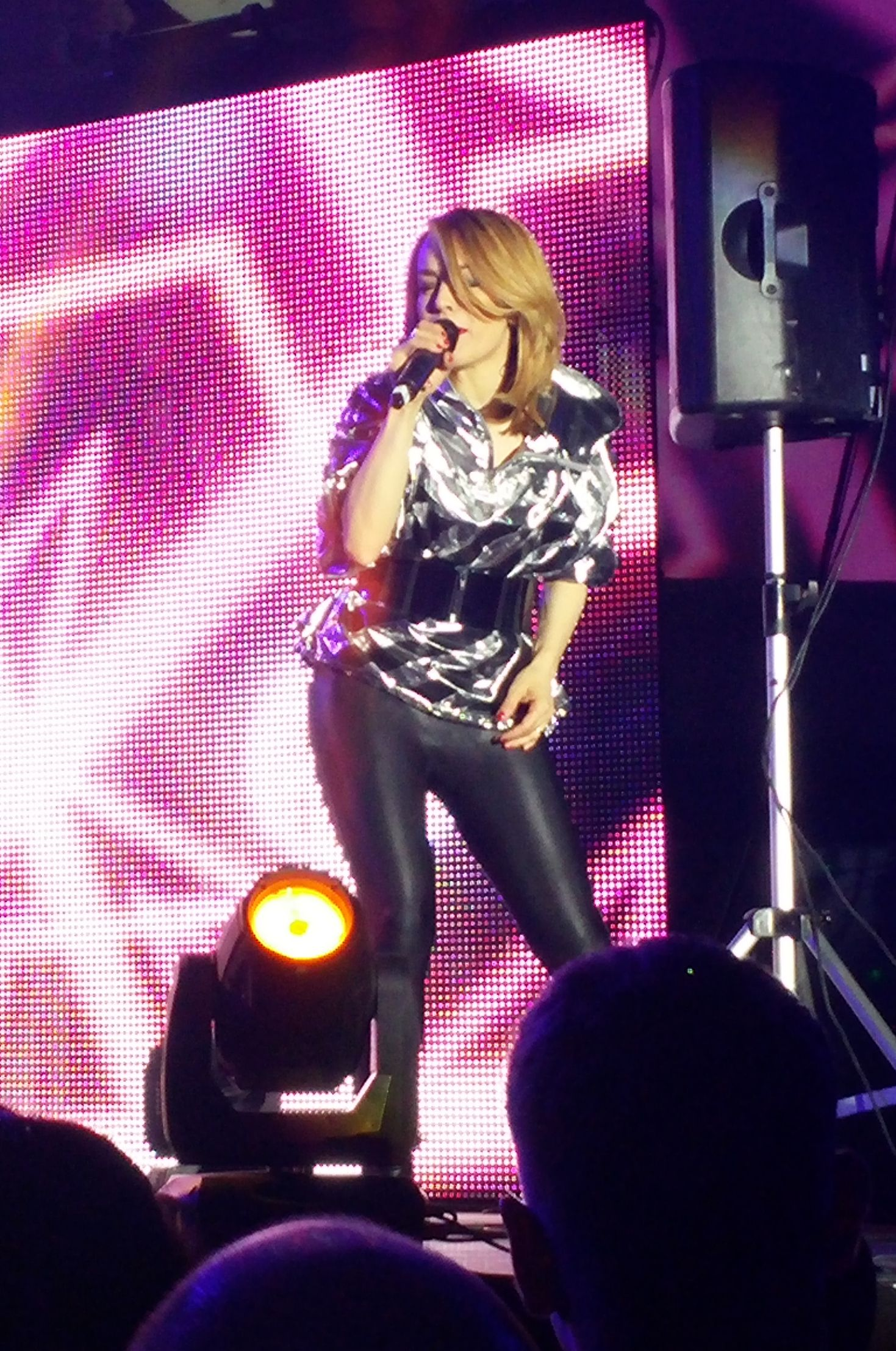
Alexia in un concerto nel 2015 a Sofia, Bulgaria

Il 18 febbraio 2010 partecipa come ospite internazionale alla prima puntata della prima edizione di Dancing with the Stars in Albania.
A maggio 2010 nasce la web radio ufficiale di Alexia che trasmette solo i brani dell'artista spezzina; è la prima cantante donna italiana ad averne una.
L'11 giugno 2010 viene pubblicato il singolo Star. Il brano, una ballata groove con influenze funk e r'n'b, in cui racconta il complesso rapporto umano con la notorietà. Star è il primo singolo promozionale estratto dal nono album di inediti Stars, uscito il 22 giugno nei negozi di dischi e dieci giorni prima in download digitale.
Il 20 luglio dello stesso anno viene premiata ai Venice Music Awards mentre il 15 agosto parte il nuovo tour (Stars Tour 2010). Il 22 luglio viene scelta come madrina del Porretta Soul Festival. Per l'occasione esegue numerosi brani di Aretha Franklin accompagnata da Charlie Wood. Il 1º ottobre partecipa all'ottava edizione della manifestazione voluta da Claudio Baglioni "O' Scià" a Lampedusa.
Il 4 luglio 2011 Alexia diventa madre per la seconda volta. In autunno partecipa a diverse manifestazioni benefiche e solidali, continuando anche l'attività live in eventi e teatri. Il 13 dicembre partecipa con altri artisti a Spezia Live 2, un grande concerto a favore delle popolazioni alluvionate della provincia della Spezia.
Dopo due anni di assenza, il 19 giugno 2012 presenta in anteprima il suo nuovo singolo A volte sì a volte no nella trasmissione televisiva Insieme di Salvo La Rosa, mentre il 13 luglio viene presentato su Rai 1 alla 55ª edizione del Festival di Castrocaro. Il 23 giugno dello stesso anno è l'unica artista italiana a partecipare al "Puhajarve Jaanituli", festival pop estivo estone. Successivamente parte il nuovo tour che tocca varie piazze d'Italia e partecipa a numerose date del Radio Cuore Tour e di altri festival nazionali. In autunno parte anche il suo tour internazionale, anticipato dalla data in Estonia, che tocca i club della Polonia e della Svizzera.
Nel 2013, Alexia è ospite fissa della sesta edizione de I migliori anni, programma condotto da Carlo Conti in onda su Rai 1 il sabato sera, per il nuovo format Canzonissima. Il 9 marzo presenta a I migliori anni il suo nuovo singolo Io no, mentre il 10 maggio parte il suo nuovo tour che tocca l'Europa e l'America. Il 23 luglio pubblica il suo primo album di cover iCanzonissime. Il 15 novembre esce nei negozi digitali il nuovo singolo Jenny Vola.
Nel 2014, Alexia è in studio per la produzione del suo nuovo progetto discografico. In primavera comincia il suo nuovo tour che la porta in giro per l'Europa e per le piazze d'Italia.
Il 17 aprile 2015 viene pubblicato il nuovo singolo Il mondo non accetta le parole, brano apripista dell'album di inediti Tu puoi se vuoi che uscirà venti giorni più tardi: il 5 maggio. A maggio parte il nuovo tour europeo che tocca diversi stati e piazze d'Italia. Il 26 giugno esce Sento, il secondo singolo estratto dal nuovo progetto discografico. Il 9 ottobre viene lanciato il terzo e ultimo singolo estratto, Prenditi la vita, in contemporanea con il videoclip girato nei Paesi Bassi, negli stessi studi in cui l'intero progetto è nato e si è sviluppato.
Il 19 maggio 2017 esce il singolo Beata Gioventù, scritto da Lorenzo Vizzini, che viene presentato anche al Wind Summer Festival in Piazza del Popolo a Roma, l'evento viene trasmesso in prima serata su Canale 5.
A giugno esce il singolo promozionale La cura per me che viene scelta come inno del Gay Pride 2017 tenutosi a Milano.
Il 15 settembre dello stesso anno esce il secondo singolo ufficiale dell'album: Fragile fermo immagine. Il brano, accompagnato dal video diretto dalla regista Annie Malle della casa di produzione Borotalco, ottiene un buon riscontro radiofonico entrando nella classifica dei brani italiani più suonati e restando per 10 settimane in top 30. Il 19 novembre partecipa alla trasmissione Quelli che il calcio per presentare il nuovo singolo dopo una tournée per l'Europa.
Il 5 dicembre esce il terzo singolo, Quell'altra. Il video è diretto da Serena Corvaglia della casa di produzione Borotalco. Il 31 dicembre dello stesso anno partecipa a Capodanno in musica trasmesso in diretta dall'Unipol Arena di Bologna da Canale 5. Il 31 gennaio 2018 è ospite di 90 Special su Italia 1, con un medley delle sue canzoni più famose. Per l'occasione presenta il nuovo singolo.
Successivamente l'artista è stata impegnata in un tour che ha toccato l'Italia e alcuni stati dell'Europa. Il 12 aprile 2019 pubblica il suo nuovo singolo Come la vita in genere, brano scritto in collaborazione con Daniele Magro.

### Anni 2020
Il 24 luglio 2020, Alexia pubblica una collaborazione con i rapper Achille Lauro e Capo Plaza intitolata You and Me; il brano viene incluso nell'album di Lauro 1990. In collaborazione con il dj Usai, pubblica il singolo Notte entrato in rotazione radiofonica il 3 aprile 2021. Nel 2021 partecipa alla prima edizione di Star in the Star programma televisivo di Canale 5 nei panni di Michael Jackson, conquistando il terzo posto.
Il 25 novembre 2022 pubblica per Ada/Warner il suo primo album natalizio dal titolo My XMas. L'album viene trainato dal singolo Christmas (Baby please come home) che l'artista presenta in diversi programmi TV e in un tour natalizio che tocca i teatri di diverse città d'Italia.
Il 16 giugno 2023 esce il singolo Proiettili e diamanti scritto con Danti, dopodiché nello stesso anno duetta con Fiorello nel singolo Attenti al lupo, contenuto nell'album Fiorello presenta Tofu.
Nel 2024, tramite le Nervo, si esibisce con una versione rivisitata di Uh la la la sul palco di Tomorrowland in Belgio, uno degli eventi di musica dance ed elettronica più grandi d'Europa. Inoltre la sua canzone It's a Rainy Day viene usata da un corpo di ballo in occasione della cerimonia di apertura delle Olimpiadi di Parigi.
Il 25 maggio 2024 Alexia si esibisce al Movieland Pride, annunciando il suo ritorno musicale.
Il 15 novembre pubblica il nuovo singolo I Feel Feelings, segnando il suo ritorno nella musica dance.

## Controversie
Nel 2002 fecero discutere alcuni casi di autocertificazioni di dischi d'oro e di platino, tra cui l'eponimo album di Alexia. Il Codacons accusò la casa discografica della cantante di fare pubblicità ingannevole e si espose affinché venissero accertate le effettive copie vendute dell'album, 50 000 secondo la Sony/Epic, lo stesso numero di quelle di Gianluca Grignani, che era primo in classifica.
La vittoria al Festival di Sanremo 2003 fu avvolta dalle polemiche per via delle indiscrezioni diffuse da Striscia la notizia prima della serata finale.

## Formazione
La band di Alexia è formata da:
- Batteria: Enrico Carugno
- Tastiere: Nicola Lombardi
- Basso: Pasquale Cosco
- Chitarra: Alberto De Rossi

Il coro che partecipa alle sue tappe italiane del My Xmas Live Tour (2022-2023) e dell'Inspiration Tour (2023) è formato da:
- Roberto Alessi
- Clarissa Ballerini
- Lorenza Rocchiccioli
- Paola Viapiana

## Discografia

### Album in studio
- 1997 – Fan Club
- 1998 – The Party
- 1999 – Happy
- 2001 – Mad for Music
- 2002 – Alexia
- 2003 – Il cuore a modo mio
- 2004 – Gli occhi grandi della Luna
- 2008 – Alè
- 2009 – Ale & c.
- 2010 – Stars
- 2013 – iCanzonissime
- 2015 – Tu puoi se vuoi
- 2017 – Quell'altra
- 2022 – My Xmas

### Raccolte
- 2000 – The Hits
- 2005 – Da grande

### Collaborazioni
- 2000 – Gianni Morandi – Non ti dimenticherò (scritta da Eros Ramazzotti)
- 2004 – Renato Zero – Madame
- 2009 – Mario Lavezzi – Biancaneve (scritta da Mogol e Mario Lavezzi)
- 2009 – Bloom 06 – "We" is the power (versione inglese di "Il Branco")
- 2009 – Madame SiSi – E non sai
- 2009 – Luca Jurman – Signed sealed delivered I'm yours
- 2010 – Angelo Branduardi – I dreamed a dream
- 2020 – Achille Lauro e Capo Plaza – You and Me
- 2021 – Usai – Notte
- 2023 – Fiorello – Attenti al lupo

## Partecipazioni a manifestazioni canore

### Partecipazioni al Festival di Sanremo
- Festival di Sanremo 2002 con Dimmi come... (A. Aquilani, M. Marcolini) (2º posto)
- Festival di Sanremo 2003 con Per dire di no (A. Salerno, A. Aquilani) (1º posto)
- Festival di Sanremo 2005 con Da grande (A. Aquilani, G. Fulcheri, G. Cominotti, M. Fabrizio) (7º posto)
- Festival di Sanremo 2009 con Biancaneve (con Mario Lavezzi) (G. R. Mogol, M. Lavezzi) (8º posto)

### Partecipazioni al Festivalbar
- Festivalbar 1996 con Summer Is Crazy
- Festivalbar 1997 con  Uh la la la
- Festivalbar 1998 con Gimme Love e The Music I Like
- Festivalbar 1999 con Goodbye
- Festivalbar 2000 con Ti amo ti amo
- Festivalbar 2001 con Money Honey
- Festivalbar 2002 con Dimmi come... e Non lasciarmi mai
- Festivalbar 2003 con Egoista
- Festivalbar 2004 con You Need Love

## Concerti e tour
- Ice'n'green Tour (1994)
- Happy Summer Tour (1999)
- Mad 4 Music Show (2001)
- Alexia Summer Tour (2002)
- Il Cuore A modo mio Summer Tour (2003)
- Gli Occhi grandi della luna Tour (2004)
- Da Grande Summer Tour (2005)
- Alexia Summer Tour (2006)
- Alexia Summer Tour (2007)
- Alexia Live Concert (2008)
- Ale & C. World Tour (2009)
- Stars Tour (2010)
- Alexia Tour (2012)
- Alexia Tour (2013)
- Alexia Tour (2014)
- Alexia European Tour (2015)
- Alexia European Tour (2016)
- Alexia European Tour (2017)
- Quell'altra Tour (2018)
- Quell'altra European Tour (2019)
- My Xmas Live Tour (2022-23)
- Inspiration Tour (2023)

## Riconoscimenti
- 2002 – Premio "Volare" - migliore musica - al Festival di Sanremo 2002 per il brano Dimmi come...[41]
- 2003 – Primo posto al Festival di Sanremo 2003 con il brano Per dire di no[41]
- 2003 – Premio Sala Stampa Radio-tv al Festival di Sanremo 2003 per il brano Per dire di no[41]
- 2005 – OGAE (Organisation Générale des Amateurs de l'Eurovision): 1º posto - Da grande[42]
- 2008 – Premio ADMO
- 2008 – Roma Videoclip Festival: Premio Roma Videoclip - Guardarti dentro[43]
- 2009 – Roma Videoclip Festival: Premio Roma Videoclip - E non sai[44]
- 2010 – Venice Music Awards: Premio Speciale - "Regione Veneto"
- 2011 – Targa nella Strada del Festival di Sanremo in Via Matteotti a Sanremo, per il brano Per dire di no
- 2013 – Premio Mia Martini[45]
- 2018 – Premio Lunezia[46]